# Connarus ovatifolius
Connarus ovatifolius är en tvåhjärtbladig växtart som först beskrevs av Carl Friedrich Philipp von Martius, och fick sitt nu gällande namn av Schellenb.. Connarus ovatifolius ingår i släktet Connarus och familjen Connaraceae. Inga underarter finns listade i Catalogue of Life.